# Nova Huta, Seredîna-Buda
Nova Huta (în ucraineană Нова Гута) este un sat în comuna Stara Huta din raionul Seredîna-Buda, regiunea Sumî, Ucraina.

## Demografie
Componența lingvistică a localității Nova Huta
     Rusă (88,78%)
     Ucraineană (11,22%)
Conform recensământului din 2001, majoritatea populației localității Nova Huta era vorbitoare de rusă (88,78%), existând în minoritate și vorbitori de ucraineană (11,22%).